# Boz (Uzbekistán)
Boz es una localidad de Uzbekistán, en la provincia de Andillán.
Se encuentra a una altitud de 431 m sobre el nivel del mar. 

## Demografía
Según estimación 2010 contaba con una población de 25.638 habitantes.